# Людмил Георгиев (икономист)
Вижте пояснителната страница за други личности с името Людмил Георгиев.
Людмил Любомиров Георгиев е български професор икономист. Ректор на Нов български университет (2009 – 2012).

## Биография
Людмил Георгиев е роден на 30 ноември 1950 в София. Завършва висше икономическо образование във ВИИ „Карл Маркс“.
През 1988 г. Людмил Георгиев защитава дисертация на тема „Комплексно социално-икономическо развитие на териториалните системи", за която получава научна степен „кандидат на икономическите науки“ (днес „доктор“). Доцент в Университет за национално и световно стопанство (1993). Професор в НБУ (2013).
В Нов български университет е от самото му създаване. В периода 1991 – 1993 г. е член на Настоятелството на НБУ. До 1997 г. е ръководител на Центъра по публична администрация към НБУ, от 1997 г. е заместник-ректор по международната дейност, а след това – заместник-ректор по научноизследователската дейност. Основател е на първата програма по Публична администрация не само в НБУ, но и в България. Преподавателската и изследователската му дейност са свързани с направленията „Регионално и местно развитие“, „Администрация и управление“, „Университетски мениджмънт“, „Обучение на държавни служители“. Ръководител и участник е в 24 международни и национални научноизследователски и образователни проекти. Член е на Европейската мрежа по урбанизъм и регионалистика със седалище в Лондон.
Член е на 26 национални и международни професионални организации. Управител е на Академично сдружение за организиране и провеждане на специализации на служителите от държавната администрация, член е на Съвета за развитие към Министерски съвет на Република България, на Експертния научен съвет към кмета на София и др.